# Деревня Юккогуба и её округа
Деревня Юккогуба и её округа — коллективная междисциплинарная монография 2001 года Петрозаводского государственного университета, посвященная исследованиям деревни Юккогубы Медвежьегорского района Республики Карелия Российской Федерации и соседних селений на территории расселения сегозерских карел (этнографическая группа карельского народа). Указом Главы Республики Карелия от 08.06.2006 г № 87 «О присуждении премий Республики Карелия в области культуры, искусства и литературы» за цикл монографий «Село Суйсарь: история, быт, культура», «Деревня Юккогуба и её округа», «Панозеро — сердце Беломорской Карелии» коллективу авторов (ведущим авторам) — Гришиной Ирине Евгеньевне, Краснопольской Тамаре Всеволодовне, Логинову Константину Кузьмичу, Орфинскому Вячеславу Петровичу, Платонову Владимиру Георгиевичу, Чернякову Олегу Владимировичу, Черняковой Ирине Александровне — присуждена премия Республики Карелия 2006 года в области культуры.
В монографии приводятся диалектные тексты на собственно карельском наречии карельского языка с русскими переводами, впервые вводимыми в научный оборот. 58 текстов: рассказы о жизни, традициях, повериях, ритуалах, оберегах, играх, танцах, сватовстве, загадки, лирические песни, обрядовые плачи, свадебные причитания, погребальные причитания. В книге 13 карт, 214 фото (в том числе 36 икон), 61 чертеж или схема строения или архитектурного элемента, таблицы.
Выявлены особенности, тенденции этнокультурного развития жителей исследованной территории; уточнены ряд закономерностей формирования народной культуры карел в целом.

## Авторы
Ответственный редактор Орфинский Вячеслав Петрович.
Основные авторы: Орфинский, Вячеслав Петрович, Гришина, Ирина Евгеньевна, Зайков, Пётр Мефодиевич, Ершов, Виктор Петрович, Капуста, Людмила Иосифовна, Клементьев, Евгений Иванович, Логинов, Константин Кузьмич, Чернякова, Ирина Александровна

## Содержание
Книга включает разделы, посвященные топонимии, древней и новой истории, системе расселения, поселениям и традиционному деревянному зодчеству, повседневному и праздничному укладу жителей Сегозерья и их семейным обрядам, декоративно-прикладному творчеству, народной музыке и словесным жанрам фольклора, искусству местной школы иконописи.
- Орфинский В. П. Мир в капле воды,
- Муллонен И. И. История Сегозерья в географических названиях,
- Чернякова И. А. Сегозерье: от Средневековья к Новому времени,
- Логинов К. К. Новейшая история Юккогубы, поведанная её жителями,
- Орфинский В. П., Гришина И. Е. Сегозерские деревни (Сельское расселение Сегозерья. История застройки Юккогубы),
- Орфинский В. П. Культовое зодчество Сегозерья (Эхо столетий. Звенья цепи преемственности),
- Крестьянская усадьба (Орфинский В. П., Гришина И. Е. Дом-двор, Гришина И. Е., Логинов К. К. Жилые и хозяйственные постройки, Гришина И. Е. Архитектурный декор),
- Будни и праздники (Логинов К. К. Домашний повседневный быт, Логинов К. К., Семакова И. Б. Хозяйственный быт, Конкка У. С., Логинов К. К. Праздничный уклад, Логинов К. К., Краснопольская Т. В. Семейные обряды),
- Капуста Л. И. Костюм и декоративно-прикладное искусство сегозерских карел,
- Музыкально-поэтический фольклор (Конкка У. С. Особенности фольклора Сегозерья, Краснопольская Т. В. Традиционные напевы Сегозерья),
- Иконопись Сегозерья (Платонов В. Г. Сегозерские письма, Ершов В. П. Спасы-прародители),
- Орфинский В. П. Заключение, Использованные литература и источники.
- Приложения (Мамонтова Н. Н. Словарь топонимов, Клементьев Е. И. Сегозерье в XX веке: социально-экономические и этнические аспекты системы расселения, Семакова И. Б. Звукосигнальный язык и допесенные формы в культуре Сегозерья, Краснопольская Т. В. Образцы музыкально-поэтического фольклора Сегозерья, Зайков П. М. Языковые особенности паданского диалекта карельского языка (и описание современной языковой ситуации), Мамонтова Н. Н. Указатель географических названий).

## Библиографическое описание
Деревня Юккогуба и её округа : монография / П. М. Зайков, В. П. Ершов [и др.]; отв. ред. В. П. Орфинский. — Петрозаводск : Петрозаводский университет, 2001. — 428 с. : табл. — Указ. геогр. назв.: с.425-426. — ISBN 5-8021-0102-4 Тираж 1000 экз.